# Великі Калетинці
Великі Кале́тинці — село в Україні, у Білогірській селищній територіальній громаді Шепетівського району Хмельницької області. Розташоване на річці Тростянці.

## Історія
У 1906 році село Унієвської волості Острозького повіту Волинської губернії. Відстань від повітового міста 40 верст, від волості 6. Дворів 74, мешканців 470.
7 (20) листопада 1917 року, відповідно до Третього Універсалу Української Центральної Ради, увійшло до складу Української Народної Республіки.
12 червня 2020 року, відповідно до розпорядження Кабінету Міністрів України № 727-р «Про визначення адміністративних центрів та затвердження територій територіальних громад Хмельницької області», увійшло до складу Білогірської селищної громади.
19 липня 2020 року, в результаті адміністративно-територіальної реформи та ліквідації Білогірського району, село увійшло до складу новоутвореного Шепетівського району.

## Населення
Населення села за переписом 2001 року становило 349 осіб.
У 2020 році чисельність населення становила ▼264 особи.

## Відомі люди
- Марія Панасівна Романюк — депутат Верховної Ради УРСР 2-го скликання[7].